# Kevin Quinn
Kevin Gerard Quinn (* 21. Mai 1997 in Chicago, Illinois) ist ein US-amerikanischer Schauspieler und Sänger, der durch die Rolle des Xander in der Disney-Channel-Serie Camp Kikiwaka (2015–2017) bekannt wurde.

## Leben
Quinn begann seine Karriere als Schauspieler durch seine Rollen in Shameless und Chicago P.D. Bevor er beim Disney Channel tätig wurde, sang er in der 12. Staffel von American Idol vor, wo er unter die besten 60 der Männer kam. Daraufhin spielte er in verschiedenen Serien und Filmen mit.
Quinn hat eine Zwillingsschwester namens Courtney.
Im März 2021 wurde auf Netflix der Musikfilm A Week Away mit Quinn in der Hauptrolle des Will Hawkins veröffentlicht.

## Filmografie

### Filme
- 2015: Screens
- 2015: Kids and Ghosts
- 2016: Die Nacht der verrückten Abenteuer (Adventures in Babysitting, Fernsehfilm)
- 2021: A Week Away
- 2021: Send it!

### Serien
- 2013: American Idol
- 2014: Chicago P.D.
- 2015: Shameless
- 2015–2017: Camp Kikiwaka
- 2018: Champions (Fernsehserie, 1x08)

## Auszeichnungen für Musikverkäufe
| Goldene Schallplatte - Brasilien - 2024: für das Lied Awesome God / God Only Knows |

| Land/RegionAuszeichnungen für Musikverkäufe (Land/Region, Auszeichnungen, Verkäufe, Quellen) | Gold  | Platin | Verkäufe | Quellen             |
| -------------------------------------------------------------------------------------------- | ----- | ------ | -------- | ------------------- |
| Brasilien (PMB)                                                                              | Gold1 | —      | 20.000   | pro-musicabr.org.br |
| Insgesamt                                                                                    | Gold1 | —      |          |                     |